# التنبویتزن
التنبویتزن (به آلمانی: Altenboitzen) یک منطقهٔ مسکونی در آلمان است که در نیدرزاکسن واقع شده‌است.

## خصوصیات
التنبویتزن ۶٫۸ کیلومترمربع مساحت دارد ۳۱ متر بالاتر از سطح دریا واقع شده‌است.